# Oséas
Oséas Reis dos Santos, detto Oséas (Salvador, 14 maggio 1971), è un ex calciatore brasiliano, di ruolo attaccante.

## Caratteristiche tecniche
Giocava come attaccante. Grazie al suo fisico possente era molto bravo nei colpi di testa.

## Carriera

### Club
Debuttò nel Galícia, e dopo una breve esperienza in Spagna, al Pontevedra, si mise in evidenza con l'Atlético Paranaense, con cui fu capocannoniere della Série B 1995. Si trasferì dunque al Palmeiras, con il quale conquistò la Coppa Mercosur 1998 e la Coppa Libertadores 1999, andando a segno in entrambe le finali e realizzando in tutto 65 reti in 172 partite giocate con la maglia della squadra di San Paolo. Passò quindi al Santos, dove non debuttò mai in campionato, e al Cruzeiro, dove visse un buon periodo con sedici reti in meno di cinquanta partite disputate. Nel 2002 lasciò il Brasile per andare a giocare in Giappone, con il Vissel Kobe prima e all'Albirex Niigata poi, passaggi inframezzati da un periodo all'Internacional di Porto Alegre. Ha chiuso la carriera nel 2005 con il Brasiliense, squadra del Distretto Federale.

### Nazionale
Debuttò con il Brasile il 13 novembre 1996 giocando da titolare contro il Camerun, e raccolse la sua seconda ed ultima presenza contro la Bosnia ed Erzegovina il 18 dicembre dello stesso anno subentrando al 76mo minuto di gioco a Giovanni.

## Palmarès

### Club

#### Competizioni statali
- Copa Sul-Minas: 1

Cruzeiro: 2001
- Campionato Gaúcho: 1

Internacional: 2004

#### Competizioni nazionali
- Campionato brasiliano di seconda divisione: 1

Atlético-PR: 1995
- Coppa del Brasile: 2

Palmeiras: 1998
Cruzeiro: 2000

#### Competizioni internazionali
- Coppa Libertadores: 1

Palmeiras: 1999
- Coppa Mercosur: 1

Palmeiras: 1998

### Individuale
- Capocannoniere del Campeonato Brasileiro Série B: 1

1995 (14 gol)
- Capocannoniere della Coppa del Brasile: 1

2000 (10 gol)